# Su pelo
«Su Pelo» es un sencillo del grupo de reguetón chileno ZK & Crac MC, perteneciente al disco debut La magia, lanzado en febrero del año 2009, el cual en tan solo 5 semanas de rotación ya se encontraba #2 en el ranking de la radio 40 Principales de Chile, superados solamente por Daddy Yankee. 
Durante la novena semana del año 2009 la Web internacional http://www.toplatino.net nominó a ZK & Crac MC al “Tu Decides” quienes arrasaron las votaciones con el tema, quedándose con el 70 % de las preferencias.
Con este triunfo el nuevo material del dúo nacional fue promocionado y emitido en más de 21 países en los cuales se transmite el programa Top Latino en más de 200 emisoras a lo largo del mundo.

## Videoclip
El videoclip del tema fue lanzado en septiembre del año 2009, el cual contó con la participación especial de Yamna Lobos. Su director es Sebastián Shubertens y el productor Juan Pablo Ayala.
Este video se empezó a difundir en los canales nacionales chilenos de música como Via X, Zona Latina, Boombox (actualmente llamado Bang TV), además de los canales de televisión abierta como La Red y el canal propio del metro de santiago “SUB TV” en el cual el video es visto por más de 2 millones de personas diariamente; Motivo de dicho video el grupo realizó una espectacular gira de lanzamiento junto a Yamna Lobos por distintas ciudades del país la cual fue todo un éxito.
- Datos: Q6134714